# Козачі Лагері (Херсонський район)
Коза́чі Лагері — село в Україні, у Олешківській міській громаді Херсонського району Херсонської області. Населення станом на 2001 рік становила 3722 особи.

## Історія
Назва села пов'язана з перебуванням на його території в 1783 році табору донських козаків.
Станом на 1886 рік в селі, центрі Козачо-Лагерської волості Дніпровського повіту, мешкало 2665 осіб, налічувалось 410 двори, православна церква, школа, 2 лавки, проходив щорічний ярмарок.

### Окупація
24 лютого 2022 року село було захоплене та згодом окуповане російськими військами, які атакували Херсонську область з боку окупованого Криму.
Вночі 4 травня 2022 року російські війська обстріляли дитячий садок у селі.
В червні 2023 внаслідок підриву росіянами Каховської ГЕС село було частково затоплено.
22 червня 2023 року рішенням №230 Національної комісії зі стандартів державної мови віднесено до списку населених пунктів, які «можуть не відповідати лексичним нормам української мови», зокрема стосуватися «російської імперської чи колоніальної політики». Громаді рекомендовано обґрунтувати доцільність збереження поточної назви або запропонувати нову назву в установленому законодавством порядку.
В серпні 2023 було повідомлено про рейди ССО та ГУР на територію Козачих Лагерів.
19 жовтня 2023 року Бійці 35-тої окремої бригади морської піхоти ЗСУ висадились поблизу сусіднього села Кринки, внаслідок поновлення бойових дій та ранніх рейдів у серпні 2023, село зазнало великих руйнувань.
23 квітня 2024 року, Бійці 35-тої ОБрМП продовжили просування та встановили прапор України на водонапірній вежі.

## Населення
Згідно з переписом УРСР 1989 року чисельність наявного населення села становила 3880 осіб, з яких 1742 чоловіки та 2138 жінок.
За переписом населення України 2001 року в селі мешкали 3722 особи.

### Мова
Розподіл населення за рідною мовою за даними перепису 2001 року:
| Мова            | Кількість | Відсоток |
| --------------- | --------- | -------- |
| українська      | 3505      | 94.17%   |
| російська       | 202       | 5.43%    |
| румунська       | 2         | 0.05%    |
| білоруська      | 2         | 0.05%    |
| угорська        | 1         | 0.03%    |
| інші/не вказали | 10        | 0.27%    |
| Усього          | 3722      | 100%     |

## Економіка
Підприємство з перероблення овочів і фруктів. Станом на 2020 рік, руїни колишнього заводу викупила київська фірма, яка вже має завод з виробництва яблучного концентрату на Київщині. Вже відремонтували будівлі цехів та частково закупили обладнання. Тут готуються розливати питну воду з додаванням натуральних соків, виготовляти сиропи. Уточнюється, що у виробництві також будуть використовуватись імпортні банани, апельсини та інші фрукти. Але у сезон обіцяють залучити на переробленні городини й садовини не менше сотні працівників.

## Посилання

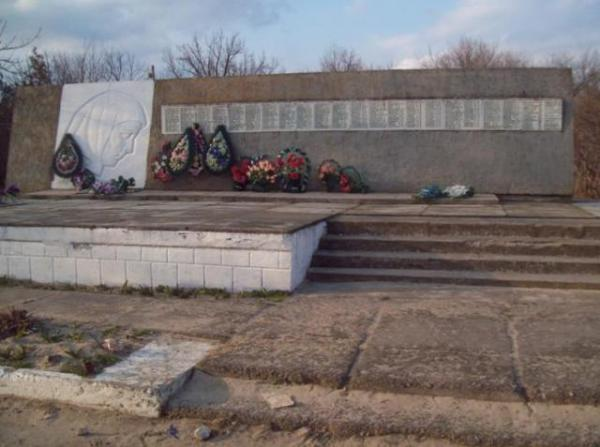
Братська могила воїнів-визволителів

## Постаті
- Кондратюк Олександра Пилипівна (нар. 1934) — Герой Соціалістичної Праці.
- Перетяпко Дмитро Кирилович (1924-2020) — почесний громадянин Херсона.
- Сінько Ярослав Олегович (1973—2014) — солдат Збройних сил України, учасник російсько-української війни.
- Шаталов Анатолій Степанович (1919—1997) — український скульптор.